# Alfred Hermann Fried

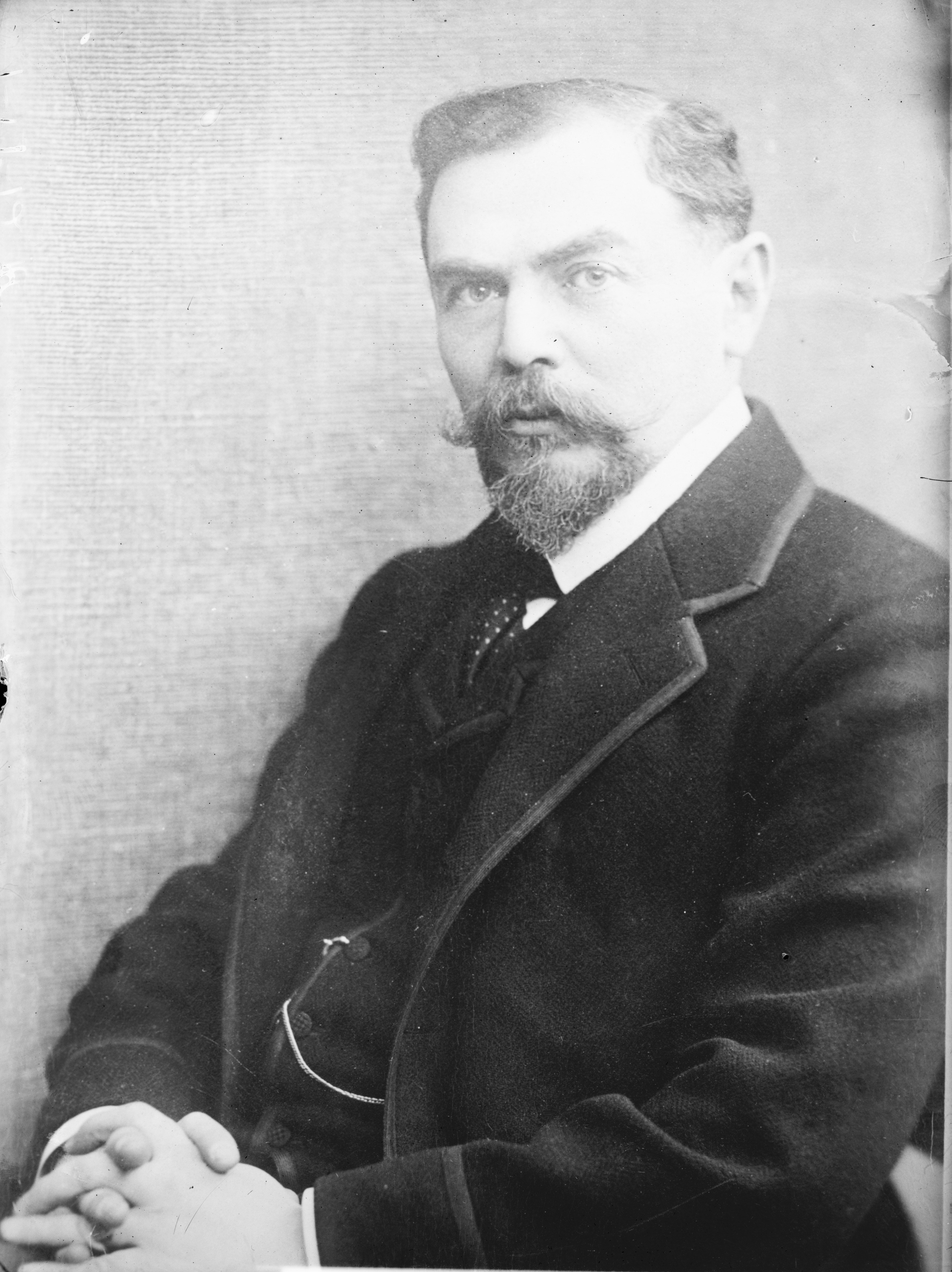
Alfred Herrmann Fried.

Alfred Hermann Fried (sinh 11 tháng 11 năm 1864 tại Viên – mất 5 tháng 5 năm 1921 tại Viên) là một ký giả người Áo gốc Do Thái, một người theo chủ nghĩa hòa bình. Ông là người đồng sáng lập "Phong trào hòa bình Đức" và được thưởng giải Nobel Hòa bình năm 1911 cùng với Tobias Michael Carel Asser.

## Cuộc đời và sự nghiệp
Fried rời trường học ở tuổi 15 và bắt đầu làm việc trong một cửa hàng bán sách ở Viên. Năm 1883 ông di chuyển sang cư ngụ ở Berlin (Đức) và năm 1987 mở một tiệm bán sách của riêng mình.
Năm 1892 Ông sáng lập và viết bài trên tạp chí Die Waffen nieder! (Hãy hạ vũ khí!) và cùng với Bertha von Suttner in và xuất bản. Trong các bài viết trên tạp chí này cũng như tạp chí kế thừa sau này Die Friedenswarte (Người canh giữ hòa bình), ông đều phát biểu rõ ràng triết lý hòa bình của mình.
Ông cũng là người đồng sáng lập "Phong trào hòa bình Đức" năm 1892 và là một trong các người đề xướng ý tưởng về một tổ chức hiện đại để bảo đảm hòa bình trên khắp thế giới (lý tưởng chủ yếu này đã được thực hiện trong Hội Quốc Liên - và sau Chiến tranh thế giới thứ hai - trong Liên Hợp Quốc).
Fried cũng là thành viên xuất chúng trong phong trào Quốc tế ngữ (Esperanto). Năm 1903 ông xuất bản quyển Lehrbuch der internationalen Hilfssprache Esperanto (Sách giáo khoa Quốc tế ngữ ). Năm 1911 ông được nhận giải Nobel Hòa bình cùng với Tobias Michael Carel Asser.
Trong Chiến tranh thế giới thứ nhất ông sống ở Thụy Sĩ và qua đời ở Wien năm 1921.

## Các tác phẩm
- Das Abrüstungs-Problem: Eine Untersuchung. Berlin, Gutman, 1904.
- Abschied von Wien - eLibrary Austria Project (elib Austria etxt in German) Lưu trữ ngày 29 tháng 9 năm 2007 tại Wayback Machine
- The German Emperor and the Peace of the World, with a Preface by Norman Angell. London, Hodder & Stoughton, 1912.
- Die Grundlagen des revolutionären Pacifismus. Tübingen, Mohr, 1908. Translated into French by Jean Lagorgette as Les Bases du pacifisme: Le Pacifisme réformiste et le pacifisme «révolutionnaire». Paris, Pedone, 1909.
- Handbuch der Friedensbewegung. (Handbook of the Peace Movement) Wien, Oesterreichischen Friedensgesellschaft, 1905. 2nd ed., Leipzig, Verlag der «Friedens-Warte», 1911.
- «Intellectual Starvation in Germany and Austria», in Nation, 110 (20 tháng 3 năm 1920) 367-368.
- International Cooperation. Newcastle-on-Tyne, Richardson [1918].
- Das internationale Leben der Gegenwart. Leipzig, Teubner, 1908.
- «The League of Nations: An Ethical Institution», in Living Age, 306 (21 tháng 8 năm 1920) 440-443.
- Mein Kriegstagebuch. (My War Journal) 4 Bde. Zürich, Rascher, 1918-1920.
- Pan-Amerika. Zürich, Orell-Füssli, 1910.
- The Restoration of Europe, transl. by Lewis Stiles Gannett. New York, Macmillan, 1916.
- Der Weltprotest gegen den versailler Frieden. Leipzig, Verlag der Neue Geist, 1920.
- Die zweite Haager Konferenz: Ihre Arbeiten, ihre Ergebnisse, und ihre Bedeutung. Leipzig, Nachfolger [1908].